# Deportivo Táchira Fútbol Club
El Deportivo Táchira Fútbol Club és un club de futbol venezolana de la ciutat de San Cristóbal.

## Història

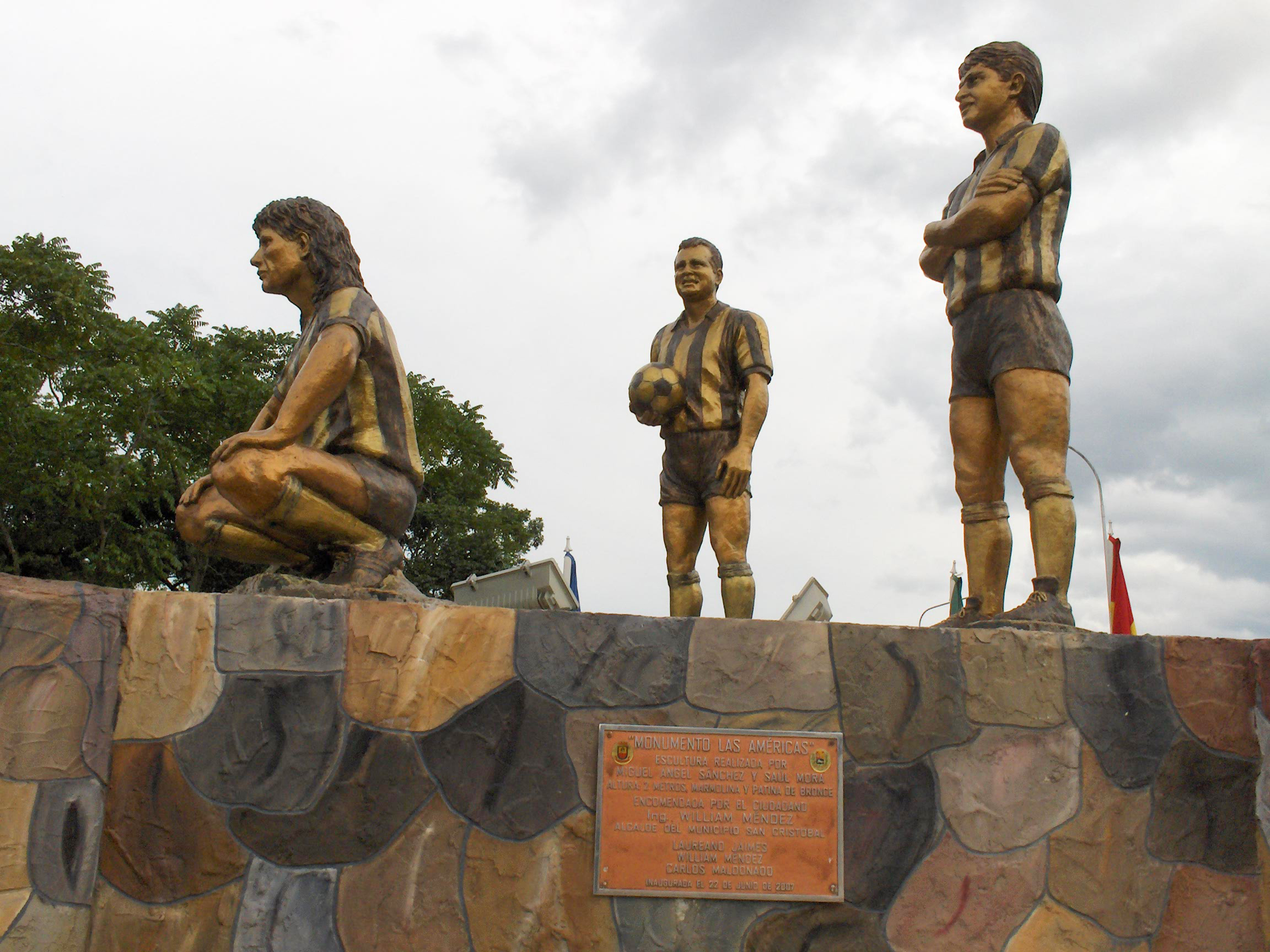
Monument Las Américas; amb els jugadors del Deportivo Táchira: Laureano Jaimes, William Mendez i Carlos Maldonado

El club va ser fundat l'11 de gener de 1974 amb el nom de San Cristóbal FC per iniciativa de l'italià Gaetano Greco. Les arrels daten del 1970, quan Gaetano Greco creà un club anomenat Juventus, en honor del club club italià. El 1975 es convertí en Deportivo San Cristóbal FC i el 1978 esdevingué Deportivo Táchira FC. El club guanyà el 1979 el primer campionat nacional en què participà i fou anomenat "el club que nasqué gran".
L'any 1984, a causa d'una crisi econòmica, es fusionà amb l'Atlético San Cristóbal, naixent el Unión Atlético Táchira. Retornà al nom de Deportivo Táchira FC l'any 1999.

## Palmarès
- Lliga veneçolana de futbol:[2]
  - 1979, 1981, 1984, 1986, 2000, 2008
- Copa veneçolana de futbol:[3]
  - 1986

## Futbolistes destacats
- Gilberto Angelucci
- Dan Birkey, "El Torito Blanco"
- Rafael Dudamel
- Daniel Francovig
- Juan García

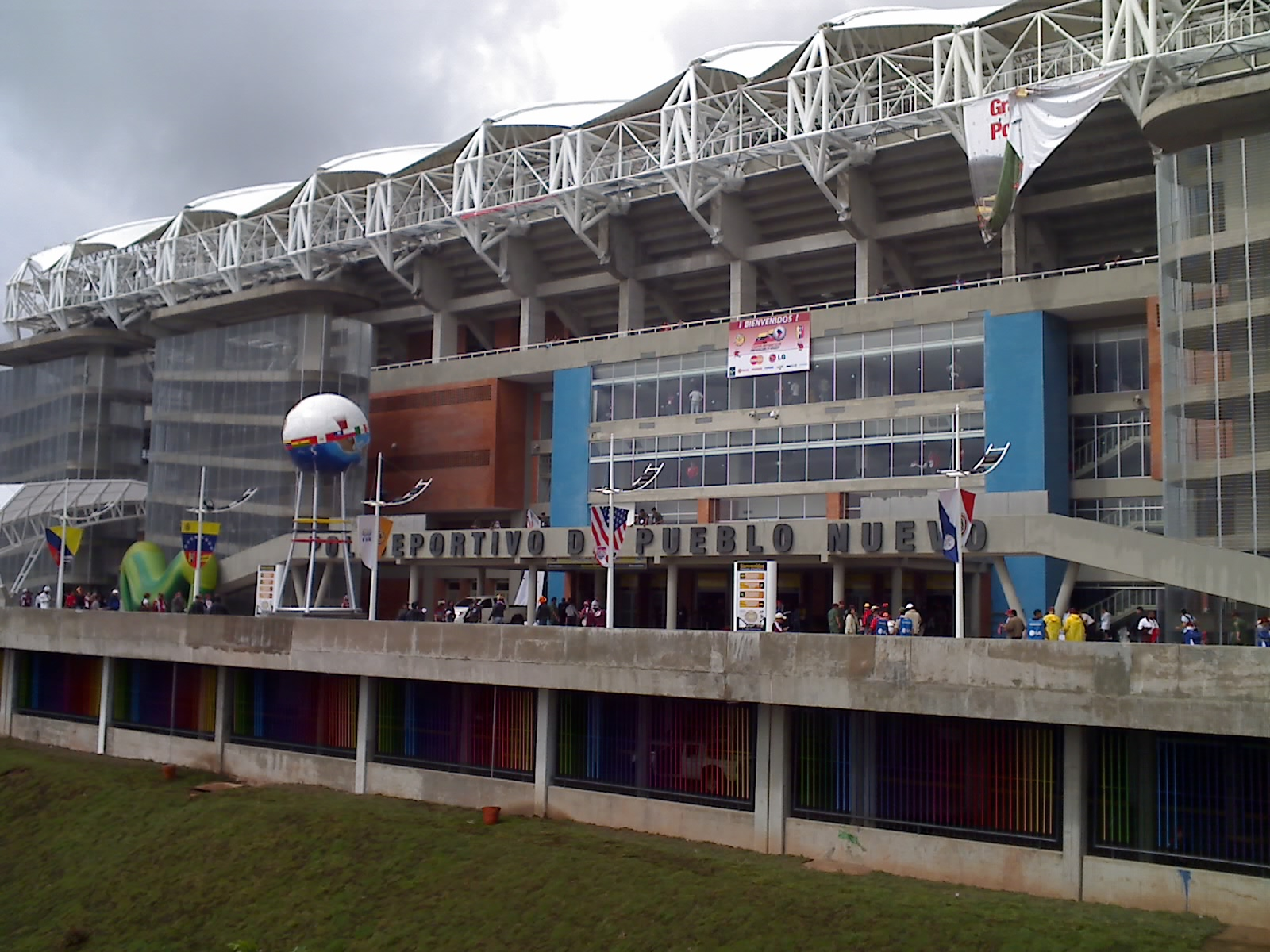
Polideportivo de Pueblo Nuevo.

- Miguel Oswaldo González, "El Negro"
- Laureano Jaimes
- Carlos Maldonado
- William Méndez
- Emerson Panigutti
- Pedro Delgado
- Ricardo Páez
- Julio Silvera
- "El Pollo" Hernandez
- Jose Luis Dolguetta